# Callulops humicola
Espèce
Synonymes
- Phrynomantis humicola humicola Zweifel, 1972

Statut de conservation UICN

 LC  : Préoccupation mineure
Callulops humicola est une espèce d'amphibiens de la famille des Microhylidae.

## Répartition
Cette espèce est endémique de Papouasie-Nouvelle-Guinée. Elle se rencontre dans les provinces des Hautes-Terres orientales, des Hautes-Terres occidentales et de Simbu.

## Publication originale
- Zweifel, 1972 : Results of the Archbold Expeditions No. 97. A revision of the frogs of the subfamily Asterophryinae, family Microhylidae. Bulletin of the American Museum of Natural History, vol. 148, p. 411-546 (texte intégral).